# 大山沼
大山沼（おおやまぬま）は、茨城県古河市の南西部に所在していた沼である。
向堀川が流れ込み大山沼が形成された。また大山沼から流出する水は、赤堀川が開鑿されるまでは、すぐ西を流れる渡良瀬川（太日川）へ合流した。

## 概要
この大山沼は長らく水面を有し、南北に2400間（約4.3km）・東西に200間～600間（約364m～1091m）・面積319町歩（約316ha）の沼地であったが、大正時代に入り干拓地として開発された。1920年（大正9年）に大山沼耕地整理組合が設立され、大山沼の水面を含む周辺一帯の干拓および開田が行われることとなった。1931年（昭和6年）に竣工し、米4400石（約794kl）・麦3200石（約577kl）の生産が可能となった。その後、大山沼耕地整理組合は1952年（昭和27年）に大山沼土地改良区へと改組された。1982年（昭和57年）6月開業の東北新幹線は大山沼の地区を通過するように敷線されている。また、大山沼の南部では旧古河市（西側）と旧猿島郡総和町（東側）との境界となっていた。

## 所在地
- 茨城県古河市[2]